# تاريخ جهانكشاى
تاريخ جهانكشاى هو كتاب تاريخ فارسي من تصنيف عطاء ملك الجويني (المتوفى نحو 683 هـ).
أٌلف نحو سنة 658 هـ. ويؤرخ الكتاب للحقبة المغولية في فارس إضافة إلى دور الإسماعيليين. وقد طبع الكتاب ضمن سلسلة أوقاف جب التذكارية.

## المصدر
1. ↑  الذريعة - آقا بزرگ الطهراني - ج 9ق3 - الصفحة 728 نسخة محفوظة 9 يناير 2020 على موقع واي باك مشين.
2. ↑  تاريخ فاتح العالم (جهانكشاي) ج1 نسخة محفوظة 9 يناير 2020 على موقع واي باك مشين.
3. ↑  التاريخ المغولي - مركز الحسـو للدراسات الكمية والتراثية نسخة محفوظة 19 يناير 2018 على موقع واي باك مشين.
4. ↑  إبراهيم أمين الشواربي (1944 م). مصادر فارسية في التاريخ الإسلامي. مصر: مطبعة الاعتماد. ص. 7. مؤرشف من الأصل في 2019-12-14. اطلع عليه بتاريخ كانون الأول 2018 م. {{استشهاد بكتاب}}: تحقق من التاريخ في: |تاريخ الوصول= و|تاريخ= (مساعدة)